# Майнеро (муниципалитет)
Майнеро (исп. Mainero) — муниципалитет в Мексике, штат Тамаулипас с административным центром в посёлке Вилья-Майнеро. Численность населения, по данным переписи 2010 года, составила 2579 человек.

## Общие сведения
Название Mainero дано в честь губернатора штата Тамаулипас — Гуадалупе Майнеро (1896—1901).
Площадь муниципалитета равна 364 км², что составляет 0,45 % от общей площади штата, а наивысшая точка — 720 метров, расположена в поселении Сан-Мануэль.
Майнеро граничит на юге и востоке с другим муниципалитетом штата Тамаулипас — Вильяграном, а на севере и западе с другим штатом Мексики — Нуэво-Леоном.

## Учреждение и состав
Муниципалитет был образован в 1924 году, в его состав входит 57 населённых пунктов, самые крупные из которых:
| Код INEGI | Населённый пункт                                                                     | Численность населения (2005 год) | Численность населения (2010 год) |
| --------- | ------------------------------------------------------------------------------------ | -------------------------------- | -------------------------------- |
| 020       | Всего                                                                                | 2465                             | 2579                             |
| 0032      | Магейес (исп. Magueyes) 24°34′04″ с. ш. 99°32′55″ з. д.                              | 491                              | 478                              |
| 0001      | Вилья-Майнеро (исп. Villa Mainero) 24°33′33″ с. ш. 99°36′54″ з. д.                   | 360                              | 386                              |
| 0017      | Эмилиано-Сапата (исп. Emiliano Zapata) 24°34′12″ с. ш. 99°31′23″ з. д.               | 204                              | 256                              |
| 0049      | Лас-Пуэнтес (исп. Las Puentes) 24°33′33″ с. ш. 99°31′22″ з. д.                       | 225                              | 214                              |
| 0028      | Хосе-Гуадалупе-Майнеро (исп. José Guadalupe Mainero) 24°33′26″ с. ш. 99°35′59″ з. д. | 170                              | 162                              |

## Экономика
По статистическим данным 2000 года, работоспособное население занято по секторам экономики в следующих пропорциях: сельское хозяйство, скотоводство и рыбная ловля — 61,3 %, промышленность и строительство — 14,8 %, сфера обслуживания и туризма — 23 %, прочее — 0,9 %.

## Инфраструктура
По статистическим данным 2010 года, инфраструктура развита следующим образом:
- электрификация: 87,9 %;
- водоснабжение: 89,6 %;
- водоотведение: 31,2 %.

## Фотографии

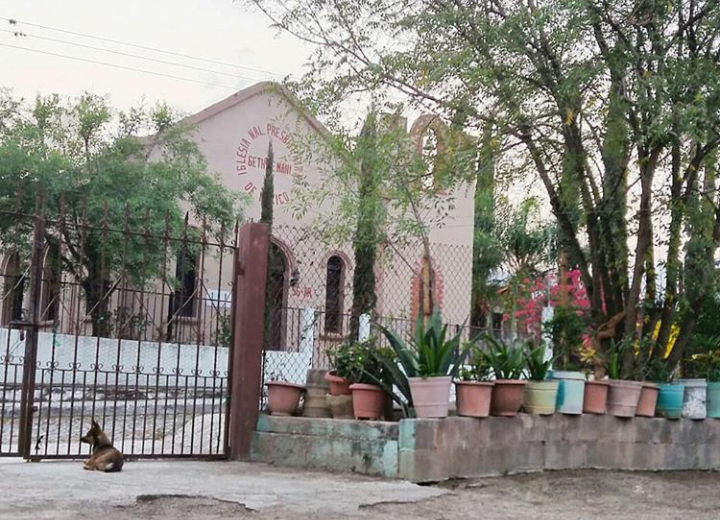
Церковь в Вилья-Майнеро
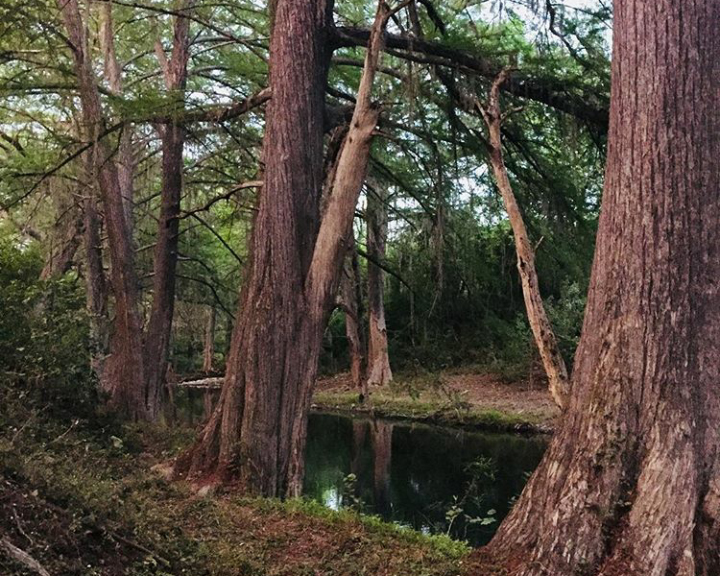
Природа муниципалитета